# محمد القرنی (دونده)
محمد القرنی (انگلیسی: Mohamad Al-Garni؛ زادهٔ ۲ ژوئیهٔ ۱۹۹۲) دونده نیمه‌استقامت مراکشی‌تبار اهل قطر است.